# Данило Арацки
Данило Арацки је главни јунак романа Гласови у ветру из 2009. године вишеструко награђиваног писца  Гроздане Олујић.

Данило Арацки, лекар и психијатар у мраку собе њујоршког хотела пребира по рукавцима бурне историје своје породице. 
Призори у свести Данила нижу се муњевито, на јави, у сну, у полусну и њујоршка ноћ тако постаје поприште обрачуна са ранама насталим на другом крају света, некада давно, у драгом завичају. Соба је крцата утварама његових насилно упокојених предака несталих у рату, под ледом, у огњу, на грани врбе, претке који су за сва времена остали без гроба, без дома у који би могли да се врате. Уморни од самоће и лутања кроз простор и време, живе једино још у сећањима свог црвенокосог потомка у сабласној њујоршкој ноћи у коју је сложен читав век прохујао у ратовима и немирима.